# Bon-Claude Cahier de Gerville
Pour les articles homonymes, voir Gerville (homonymie).
Bon-Claude Cahier de Gerville, né à Bayeux le 30 novembre 1751 et mort le 15 février 1796 dans la même ville, fut une personnalité de la Révolution française.
Son père était receveur de la ville de Bayeux. Bon-Claude ajouta à son nom un nom de terre, étudia le droit à Paris, fut reçu avocat au parlement. En 1789, électeur à Paris et représentant de la commune pour le district du Sépulcre, il fut ensuite envoyé à Nancy lors de la révolte des soldats de Châteauvieux (août 1790). Il a été nommé en octobre 1789 procureur-syndic adjoint. Il fut nommé au ministère de l'Intérieur (17 novembre 1791) par le parti patriote de l'Assemblée législative qui lui sut gré du rapport sur l'affaire de Nancy concluant à l'incivisme des officiers royaux. Homme au langage direct et aux manières rudes remplaça ainsi Lessart, nommé ministre des affaires étrangères, Louis XVI étant forcé d'accepter un ministère « patriote » - c'est-à-dire incarnant les idées des Jacobins.
Sur requête du Comité d'instruction publique, il adressa le 15 décembre 1791 aux directoires de départements une circulaire demandant l'envoi d'une notice détaillée sur tous les établissements d'éducation et d'instruction de chaque département. Les réponses à cette circulaire donnent des renseignements précieux sur l'état de l'instruction publique en France à la fin de l'Ancien Régime. 
À la suite de dissensions avec ses collègues, notamment les Jacobins, que les conclusions de l'enquête religieuse de Cahier de Gerville ne satisfaisaient pas (évoquant autant la rigidité d'attitude du clergé jureur que les provocations dont il était l'objet), il donna sa démission le 10 mars 1792. Il se retira dans sa ville natale, où il mourut quatre ans plus tard, en l'an IV.

## Sources
- Ferdinand Buisson, Dictionnaire pédagogique, notice sur l'édition numérisée de 1911 (numérisation INRP)